# Wazy murryńskie
Wazy murryńskie, naczynia murryńskie (łac. murrina vasa) – kosztowne naczynia wytwarzane z kamieni szlachetnych, sprowadzane do Europy w okresie rzymskim z Azji.

## Historia
Jak dowiadujemy się z pism Pliniusza Starszego, pierwsze wazy murryńskie sprowadzone zostały do Rzymu za Pompejusza Wielkiego w latach 62–61 p.n.e. Przywędrowały z terenów zdobytych przez Rzymian na obszarze zachodniej Azji. Zarówno Pliniusz, jak i Propercjusz wymieniają Partię jako miejsce wyrobu waz murryńskich. Pliniusz mówi też o Karmanii, terenach dzisiejszego ostanu Kerman w Iranie. Najwyższą cenę za kubek wykonany z fluorytu zapłacił cesarz Neron: 1 000 000 sesterców. Jeden z byłych konsuli rzymskich miał zapłacić za kubek 700 000 sesterców. Poeta łaciński Marcjalis twierdził, że smak wina poprawiał się, gdy je pito z murryńskiego kubka. Do produkcji naczyń fluorytowych używano żywic, którymi na ciepło łączono kawałki kruszcu. Żywica mogła stopniowo rozpuszczać się, uwalniając przy okazji aromat, który wpływał na jakość doznań pijących z naczynia.
Informacje o wazach murryńskich przestają pojawiać się w źródłach rzymskich po II w. n.e. W 227 roku Partię podbijają Sasanidzi. Zerwane zostają szlaki, którymi naczynia te trafiały do Italii.
Podczas I wojny światowej odnaleziono w Cylicji, na granicy Turcji i Syrii, w rzymskim grobowcu, dwa kompletne naczynia wykonane z fluorytu. Oba znajdują się w zbiorach Muzeum Brytyjskiego (tzw. kubki Barbera i Crawforda).
Dawniej uważano, iż wazy murryńskie wytwarzane były z agatu albo sardonyksu.